# Propstei Salzwedel

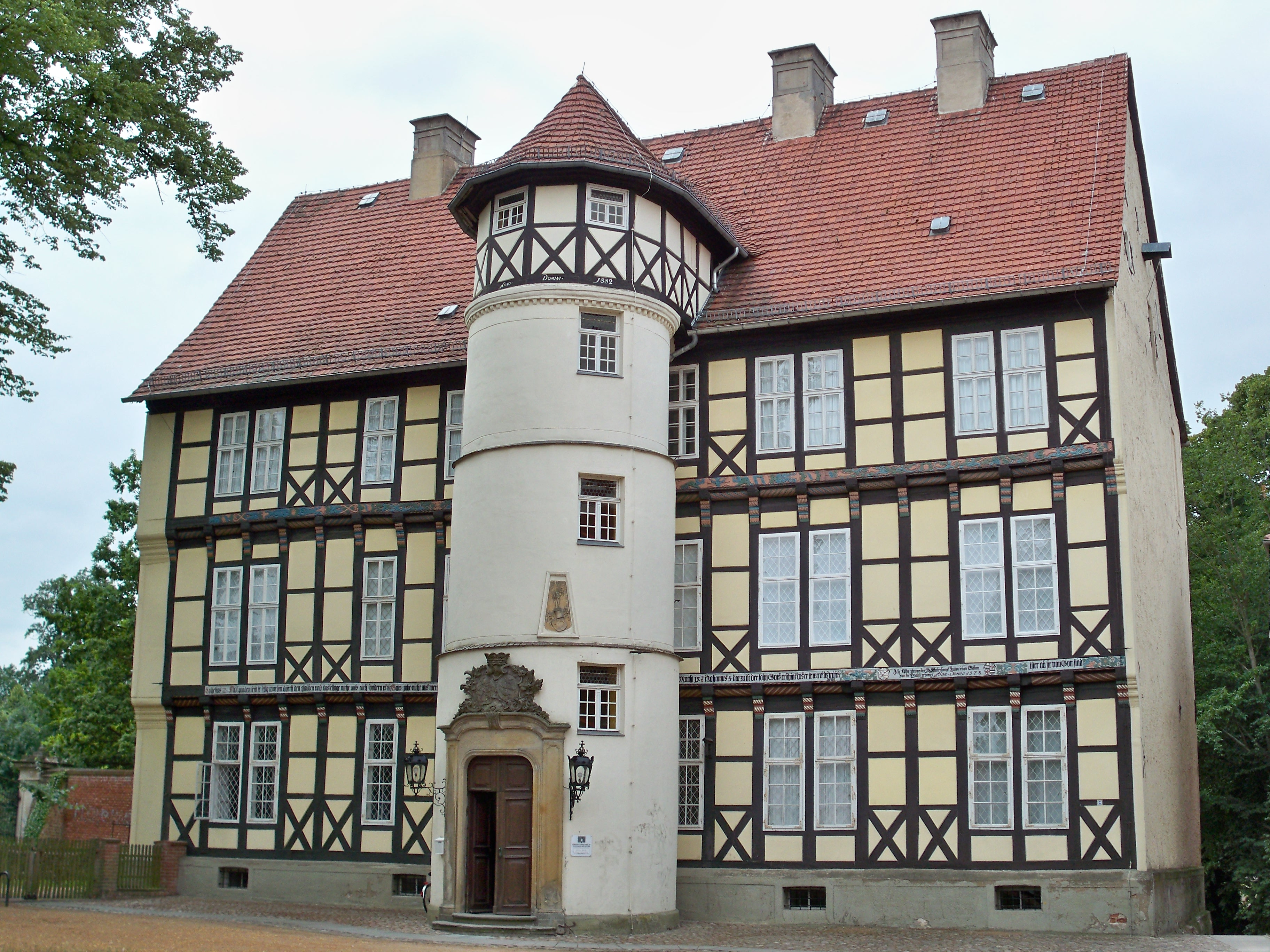
Propstei Salzwedel

Die Propstei Salzwedel ist ein denkmalgeschützter Gebäudekomplex in der Stadt Salzwedel in Sachsen-Anhalt. Im örtlichen Denkmalverzeichnis ist der Gebäudekomplex unter der Erfassungsnummer 094 05836 als Baudenkmal verzeichnet.

## Allgemeines
Der Gebäudekomplex besteht aus den Häusern mit der Hausnummer 3, 3a und 3b in der Straße An der Marienkirche. Auf dem Areal, das im Mittelalter eng bebaut war, hatte einst die Altstädter Lateinschule ihren Standort. Ursprünglich stand an dieser Stelle das Haus des Archidiakons von Salzwedel von 1474. 
Levin I. von der Schulenburg war vor der Reformation der letzte Propst. Sein Sohn Albrecht IV. von der Schulenburg erbaute 1578 das Hauptgebäude. Bei dem Gebäude mit der Hausnummer 3 handelt es sich um einen dreigeschossigen Fachwerk-Renaissancebau mit einem vorstehenden Treppenturm auf der östlichen Seite.
Die Propstei wurde auf den Überresten einer alten Burganlage errichtet. Diese Überreste gehören zu den Bodendenkmälern von Salzwedel. Nördlich der Propstei befindet sich die Marienkirche von Salzwedel.

## Geschichte
Das Hauptgebäude wurde von 1577 bis 1578 für den kurbrandenburgischen Rat und Hauptmann der Altmark Albrecht IV. von der Schulenburg (1535–1583) erbaut. Das Gebäude mit gleichnamigen Gut blieb dann über viele Jahre im Besitz der Familie von der Schulenburg. Im 18. Jahrhundert wurde am Treppenturm das heute noch erhaltene Portal errichtet. Bis weit in das 19. Jahrhundert war die Schreibweise noch Propstey. Damals war das Mitglied des Preußischen Herrenhauses und Ritter des Johanniterordens Landrat a. D. Otto Ludwig Ferdinand von der Schulenburg der Grundbesitzer. Dann folgte der Landrat und Küchenmeister, Major Werner von der Schulenburg. 1922 umfasste das Gut Propstei Salzwedel 355 ha. Letzter Gutsbesitzer war Hans-Joachim von der Schulenburg (1880–1924), seine Ehefrau Mathilde von Neumann (1887–1949) war ebenfalls Eigentümerin eines Gutes, des Familienfideikommiss Gerbstedt. Deren Sohn Job Werner von der Schulenburg (1909–1998) übernahm wiederum das Gut Apenburger Hof in Beetzendorf. 
Seit 1932 wird das Bauwerk der Propstei als Sitz des Johann-Friedrich-Danneil-Museums genutzt.